# Одіберт
Фулькрад (фр. Audibert; д/н — після 855/858) — герцог Провансу в 845—846 і 850—855/858 роках.

## Життєпис
Ймовірно належав до франкської військової знаті. Про початок кар'єри Одіберта обмаль відомостей. На 841 рік вже був графом Марселю. Ймовірно йому підпорядковувався Марсельський Прованс. У 845 році під час повстання Фулькрада спочатку підтримав того, але невдовзі перейшов на бік імператора Лотара I, допомігши йому приборкати повсталих. Напене отримав титул герцога Провансу. Потім супроводжував імператора в поході до Італії. Але 846 року втратив посаду герцога.
У 850 році внаслідок невдоволення Лотара I діями Фулькрада Одіберт знову призначається герцогом Провансу. Перебував на посаді до 855 року (смерті імператора Лотара I) або 858 року (отримання графства Арль Жераром Паризьким, фактичним правителем королівства Прованс). Подальша доля Одіберта невідома.